# Forum civil pour le changement
Le Forum civil pour le changement ou FCC est une alliance de 70 associations algériennes créée le 9 mars 2019 pendant le Hirak. Il est coordonné par Abderrahmane Arar et prend position en faveur de la tenue de l'élection présidentielle du 12 décembre,.

## Création
Le Forum civil pour le changement (FCC) est créé le 9 mars 2019, pendant le Hirak, sous la coordination d'Abderrahmane Arar, prétendant l'adhésion de « 70 associations nationales et locales ».

## Réunions de juin/juillet et l'Instance de dialogue
Le FCC participe à la réunion du 15 juin 2019 établissant les Dynamiques de la société civile, un rassemblement de syndicats, d'associations et d'individus essayant de coordonner des actions par rapport au Hirak,, sans le réseau Wasilla, qui s'est retiré pour manque de soutien clair à l'égalité entre femmes et hommes. Jeune Afrique voit en juillet « trois forces » émergentes de la société civile : le FCC, les Dynamiques, et l'Initiative politique globale/les Forces du changement coordonné par Abdelaziz Rahabi.
Le 6 juillet, une conférence nationale organisée par le FCC et les Forces du changement a lieu. La création d'un panel de dialogue avec le gouvernement et la tenue d'une élection présidentielle sont les propositions principales de la conférence,.
Le 17 juillet, le FCC propose treize membres du panel de dialogue, dont Karim Younes, Mouloud Hamrouche, Mokdad Sifi, Ahmed Taleb Ibrahimi, Djamila Bouhired, Fatiha Benabou, Nacer Djabi, Mustapha Bouchachi, Islam Benattia, Lyes Merabet, Nafissa Lahrèche, Smaaïl Lalmas et Aïcha Zenaï,. Abderrahmane Arar déclare lors d'une conférence de presse que les treize personnes ont donné leur accord à participer au panel. Djamila Bouhired répond qu'elle n'était pas au courant, et déclare qu'elle « ne peux pas faire partie d'un groupe de personnes, dont certaines ont servi le pouvoir ». Le panel de dialogue, appelé plus tard l'Instance nationale de dialogue et de médiation, est fort critiqué. Le FCC répond que l'Instance « ne représente pas le Hirak, ni le peuple et n'est pas son porte-parole.

## Vers l'élection présidentielle du 12 décembre 2019
En septembre 2019, Arar, dans le nom du FCC, dénonce les arrestations des manifestants du Hirak et appelle le pouvoir algérien « à préparer un climat serein afin de réussir l’opération électorale à venir ». Début octobre, le FCC organise son « congrès national constitutif » avec 400 participants, élit Arar en tant que chef, et Arar déclare son intention de se porter candidat à la présidentielle algérienne.